# 西条町寺家
西条町寺家（さいじょうちょうじけ）は、広島県東広島市の町名。住居表示は未実施。

## 地理
西条地区の西部に位置する。東側は西条町吉行と西条町西条、西側は八本松町原に隣接する。黒瀬川が北から南下し、途中から東に向かって流れる。北東側に龍王山（575.1 m ）がある。

## 歴史
龍王山麓を古代山陽道が通っていたと推定されており、木綿（ゆうつくり）駅が寺家にあったとする見解がある（異説もあり）。
「寺家」の由来としては、鎌倉永福寺荘園の預所という説がある。建武3年（1336年）の桃井義盛から熊谷直経に預ける対象として下文に「西条郷内寺家分地頭職」とある。室町時代から江戸時代にかけては「寺家村」で、1889年（明治22年）の町村制施行の際に賀茂郡寺西村の大字となった。江戸時代には西国街道が村内を東西に貫通し、一里塚が村内の時友にあった。
サタケ創業者の佐竹利市は1863年4月20日（文久3年3月3日）にこの地で生まれた。
寺西村は1939年（昭和14年）に合併で西条町となるが、1950年に再び西条町から分立して寺西村が復活（1952年に町制施行）、1959年に再度の合併で西条町に復帰するという経過をたどった。1974年に東広島市が発足するとともに「西条町寺家」となる。この間、西条町となった1939年には傷痍軍人広島療養所（現・国立病院機構東広島医療センター）が設置された。
2016年10月31日に東広島寺家産業団地地区に住居表示を実施し、「寺家産業団地」に町名が変更された。
2017年3月4日に、町内の山陽本線に寺家駅が開業した。
2018年1月9日に、寺家駅周辺に住居表示を実施し、「寺家駅前」に町名が変更された。

## 世帯数と人口
2020年（令和2年）9月30日現在（東広島市発表）の世帯数と人口は以下の通りである。
| 世帯数    | 人口     |
| --------- | -------- |
| 8,153世帯 | 18,580人 |

## 交通
鉄道
町内を西日本旅客鉄道山陽本線が東西に貫通するが、駅はない。ただし、寺家駅は2017年3月4日の開業から2018年1月8日までは西条町寺家に所在した（住居表示実施に伴い町外となる）。
道路
- 国道2号（西条バイパス）
- 国道486号

## 学区
寺西小学校・中央中学校
八本松小学校・八本松中学校
平岩小学校・磯松中学校
龍王小学校・西条中学校

## 学校
- 東広島市立寺西小学校
- 東広島市立平岩小学校
- 東広島市立龍王小学校
- 東広島市立西条中学校

## 施設
- 国立病院機構東広島医療センター
- 広島西条公共職業安定所（ハローワーク）
- 長福寺 - 「西条柿」発祥の柿の木があったとされる[8][13][14]。
- 憩いの森公園[15]
- 道の駅西条のん太の酒蔵[16][17][18]